# 香川県道・徳島県道105号多和脇線
香川県道・徳島県道105号多和脇線（かがわけんどう・とくしまけんどう105ごう たわわきせん）は、香川県さぬき市から徳島県美馬市に至る一般県道である。

## 概要
香川県さぬき市多和菅谷から徳島県美馬市脇町に至る。
起点は香川県となっているが、香川県内の区間は数十mほどで、すぐに徳島県に入る。峠道というわけではないものの、終点近くの集落沿いを除けば、ほぼ1車線のすれ違いの難しい道が続いている。東俣谷川が並行する。
香川県道・徳島県道3号志度山川線は起点側から走行した場合、この道路を分岐した直後、自動車通行困難な未舗装路となるため、この県道105号で国道193号方面へ迂回することができる。

### 路線データ
- 起点：香川県さぬき市多和菅谷（香川県道・徳島県道3号志度山川線交点）
- 終点：徳島県美馬市脇町（脇町落合交差点、国道193号交点）
- 総延長：11 km（香川県道0.086 km、徳島県道10.914 km[1]）

## 歴史
- 1972年（昭和47年）3月10日 - 認定。

## 地理

### 通過する自治体
- 香川県
  - さぬき市
- 徳島県
  - 美馬市

### 交差する道路
| 交差する道路                    | 都道府県名 | 市町村名 | 交差する場所 | 交差する場所          |
| ------------------------------- | ---------- | -------- | ------------ | --------------------- |
| 香川県道・徳島県道3号志度山川線 | 香川県     | さぬき市 | 多和菅谷     | 起点                  |
| 国道193号 国道492号 重複        | 徳島県     | 美馬市   | 脇町         | 脇町落合交差点 / 終点 |

### 沿線
- 東俣谷川

## ギャラリー

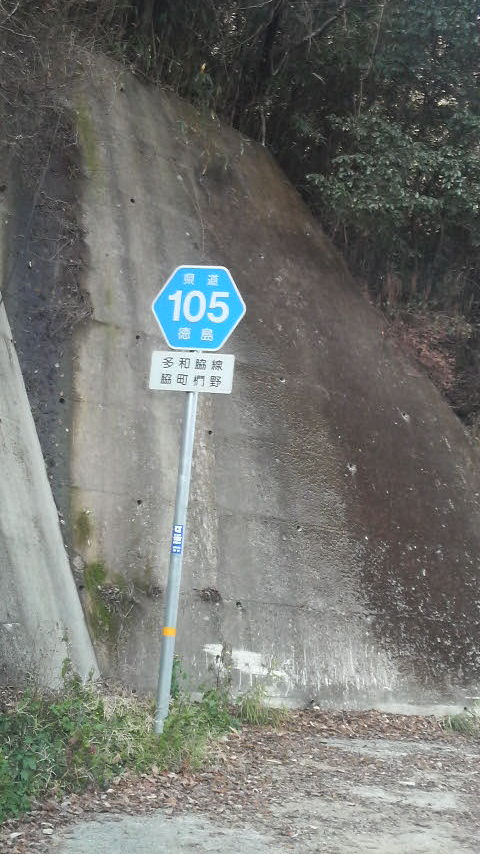
県道標識（徳島県側） 徳島県美馬市脇町椚野